# Xantusia sanchezi
Xantusia sanchezi (нічна ящірка Санчеса) — вид сцинкоподібних ящірок родини нічних ящірок (Xantusiidae). Ендемік Мексики. Вид названий на честь мексиканського герпетолога Оскара Санчеса.

## Поширення і екологія
Нічні ящірки Санчеса відомі з трьох місцевостях, розташований на кордоні Сакатекасу та Халіско, на північний схід від Гвадалахари. Вони живуть в мескітових і дубових лісах, під корою дерев та серед каміння.